# デヴィッド・ライオール
デヴィッド・ライオール（David Ryall、1935年1月5日 - 2014年12月25日）は、イギリスの俳優。

## 生い立ち
サセックス州ショアハム＝バイ＝シー生まれ。地元のグラマースクールを卒業後、奨学金を得て王立演劇学校へ進学した。在学中にはミュージカルの賞を大学から受賞した。

## 出演作品
- カルテット! 人生のオペラハウス
- ハリー・ポッターと死の秘宝 PART1（エルファイアス・ドージ）
- エンバー　失われた光の物語
- ボーンプロフェシー
- S.A.S.　英国特殊部隊 II
- ラッキー・ジム
- 第一容疑者6
- 第一容疑者4
- 第一容疑者2
- リボルバー／復讐の銃弾
- テロリストを追え！／バーミンガム爆破事件の謎
- むく鳥